# Steve Kloves
Steve Kloves, född 18 mars 1960 i Austin, Texas, är en amerikansk manusförfattare främst känd för sina bearbetningar av romaner, framför allt för Harry Potter-filmserien och för Wonder Boys, vars filmmanus nominerades till en Golden Globe och en Oscar. Han har även regisserat två filmer. 
Kloves, född i Austin i Texas, växte upp i Sunnyvale i Kalifornien, där han gick på Fremont High School. Han började på UCLA men hoppade av efter att ha minskat sitt schema till endast ett fåtal kurser under sitt andra år. Som en oavlönad praktikant till en Hollywoodagent har han fått uppmärksamhet för ett filmmanus han skrev kallat Swings. Detta ledde till ett möte där han fick chansen att göra Racing with the Moon (1984).
Hans första erfarenhet av manusförfattning lämnade honom med en känsla att han ville ha en bättre dialog med skådespelarna så att de skulle stämma överens med hans vision av figurerna. Kloves skrev De fantastiska Baker Boys och det blev hans regissör-debut. Efter år av försök att sälja projektet i Hollywood, fick filmen äntligen luft under vingarna och släpptes 1989. The Fabulous Baker Boys gick ganska bra, men hans nästa projekt som manusförfattare/regissör till Flesh and Bone (1993) klarade sig dåligt i biljettbokningen. Kloves slutade då att skriva i tre år.
När han insåg att han måste återgå till att skriva som stöd för sin familj, började han bearbeta Michael Chabons nya Wonder Boys till ett filmmanus. Kloves har erbjöds möjlighet att regissera men han avböjde. Detta var hans första försök till att omarbeta ett annat verk till film. Hans manus nominerades till en Golden Globe och en Academy Award efter filmens släpp 2000. 
Warner Bros skickade Kloves en lista på romaner som företaget övervägde att göra om till film. I förteckningen ingick den första Harry Potter-boken, Harry Potter och de vises sten, vilken intresserade honom trots hans vanliga likgiltighet inför den sortens böcker. Han fortsatte med att skriva manus till de fyra första filmerna i denna storsäljande serie. Han tackade nej till den femte filmen i filmserien. Producenten till Harry Potter-filmerna, David Heyman, avslöjade i oktober 2005 under en presskonferens att Kloves skulle återvända för att skriva manuset till den sjätte filmen, Harry Potter och Halvblodsprinsen.
Innan Kloves blev tillfrågad att skriva manuset till Harry Potter och de vises sten hade han inte ens hört talas om J.K. Rowlings fantasy-serie. Hermione Granger var hans favoritfigur att skriva manuset till i Harry Potter-filmerna.

## Filmografi

### Manus
- 1984 – Racing With the Moon
- 1989 – De fantastiska Baker Boys
- 1993 – Flesh and Bone
- 2000 – Wonder Boys
- 2001 – Harry Potter och de vises sten
- 2002 – Harry Potter och Hemligheternas kammare
- 2004 – Harry Potter och fången från Azkaban
- 2005 – Harry Potter och den flammande bägaren
- 2008 – Harry Potter och Halvblodsprinsen
- 2010 – Harry Potter och dödsrelikerna – Del 1
- 2011 – Harry Potter och dödsrelikerna – Del 2
- 2012 – The Amazing Spider-Man
- 2022 – Fantastiska vidunder: Dumbledores hemligheter

### Regi
- 1989 – The Fabulous Baker Boys
- 1993 – Flesh and Bone

### Soundtrack
- 1993 – The Fabulous Baker Boys

### Producent
- 2016 – Fantastiska vidunder och var man hittar dem
- 2018 – Fantastiska vidunder: Grindelwalds brott
- 2018 – Mowgli: Legend of the Jungle
- 2022 – Fantastiska vidunder: Dumbledores hemligheter